# Cmentarz żydowski w Majdanie Królewskim
Cmentarz żydowski w Majdanie Królewskim – data jego powstania pozostaje nieznana. Do naszych czasów zachowało się tylko kilka macew (w tym dwie zachowane w całości) i fragment ogrodzenia.